# Therorhodion camtschaticum
Therorhodion camtschaticum là một loài thực vật có hoa trong họ Thạch nam. Loài này được (Pall.) Small miêu tả khoa học đầu tiên năm 1914.

## Hình ảnh

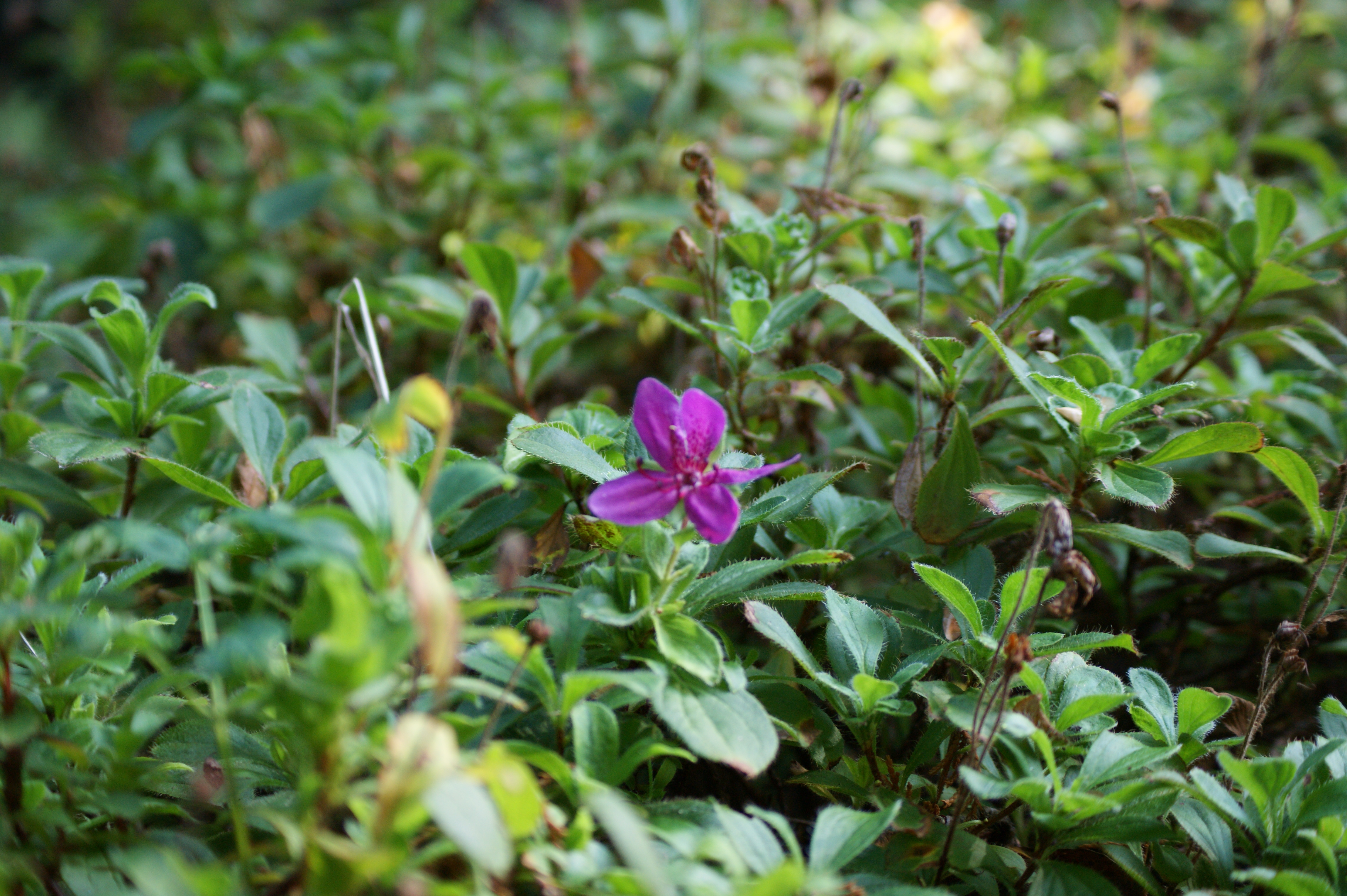
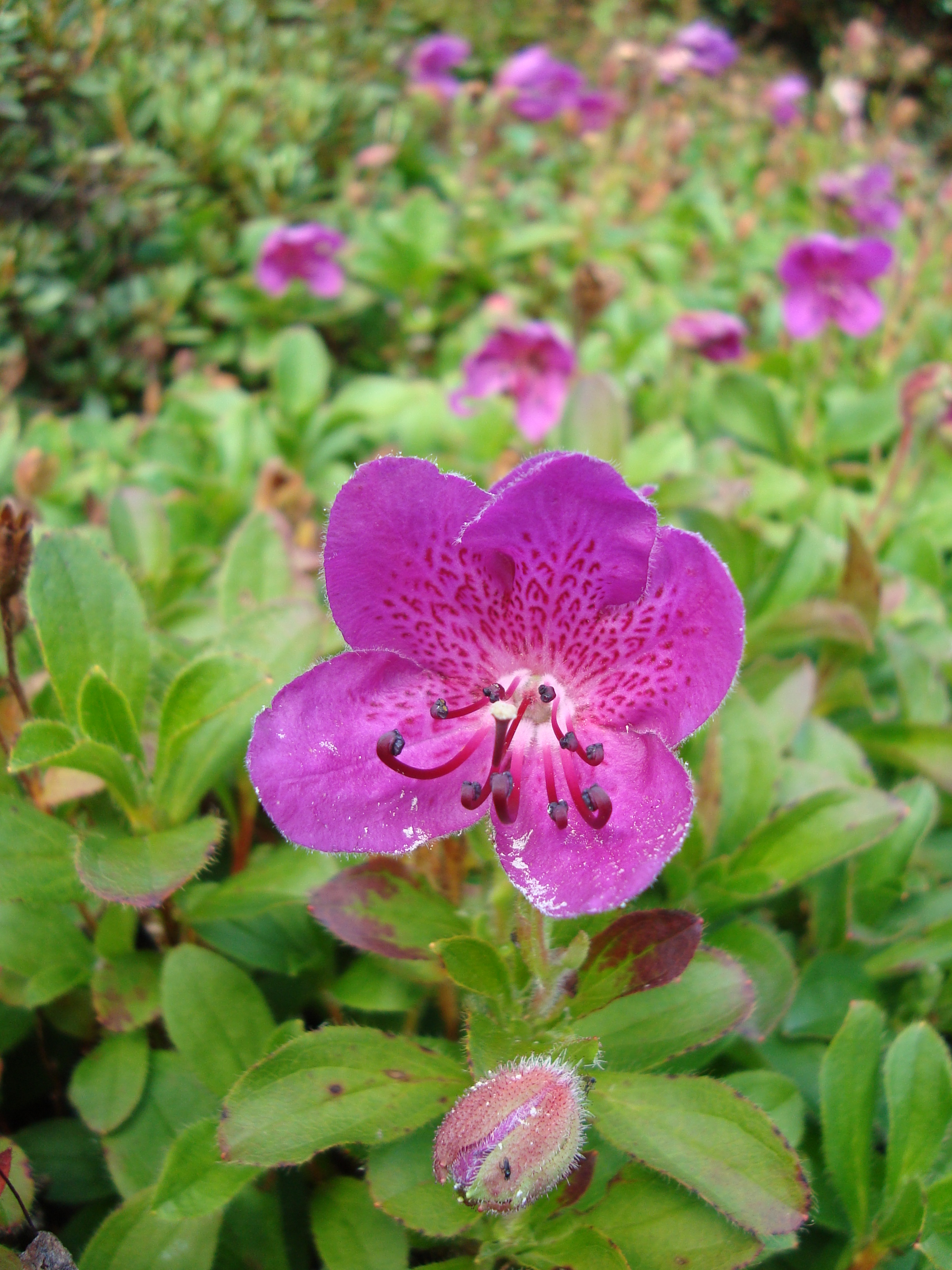
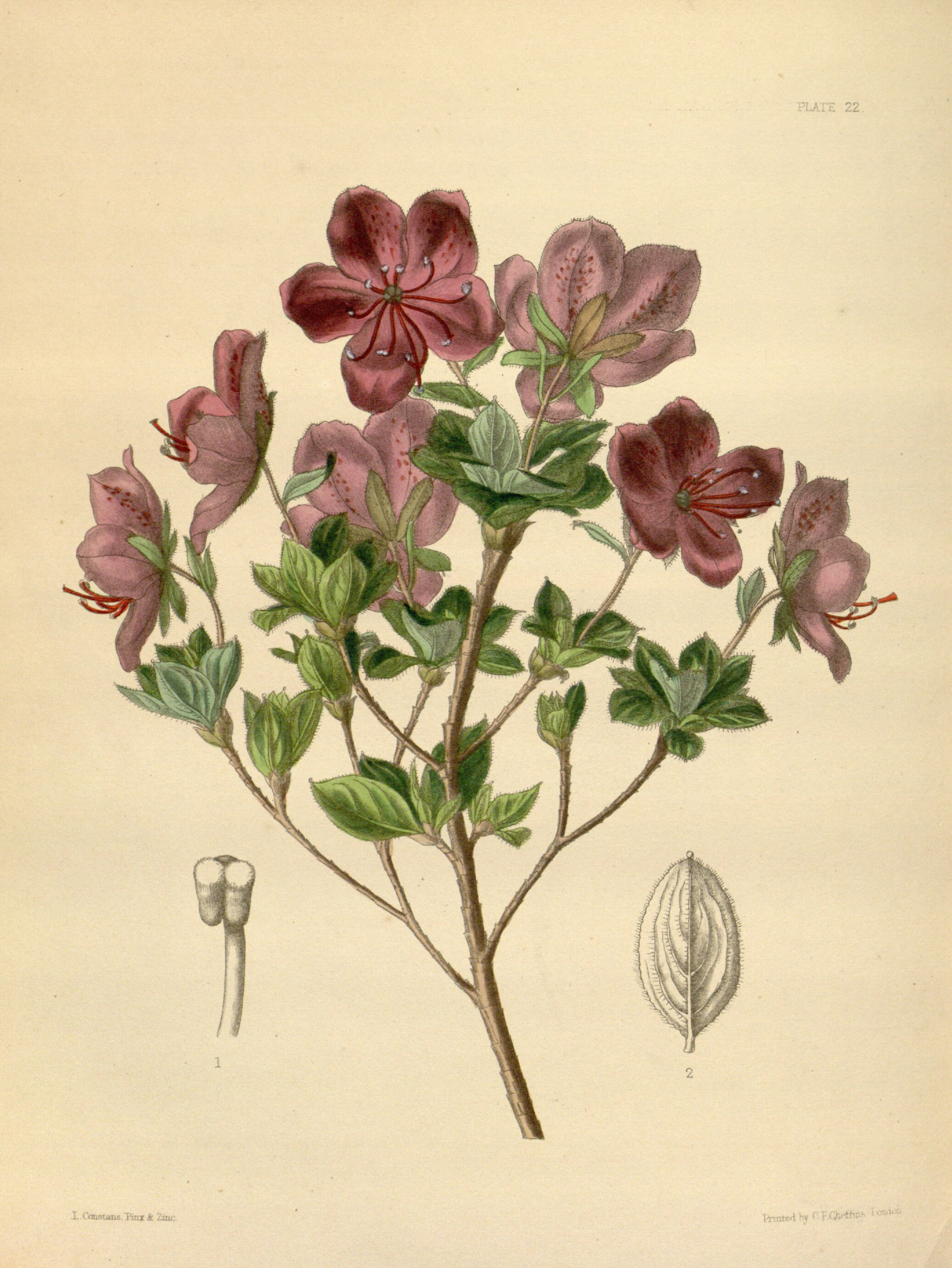